# Vilar dos Teles
Vilar dos Teles é um bairro da cidade de São João de Meriti e sem dúvidas o maior ponto comercial da cidade, junto com o Centro. O bairro está localizado no distrito sede do município, e é onde está localizada a Prefeitura, o Shopping Rio Ville, UPA e as escolas de samba Independente da Praça da Bandeira e Alegria do Vilar. Localiza-se entre o eixo das regiões Central e Norte do município, sendo um bairro de passagem[carece de fontes?].

## O bairro

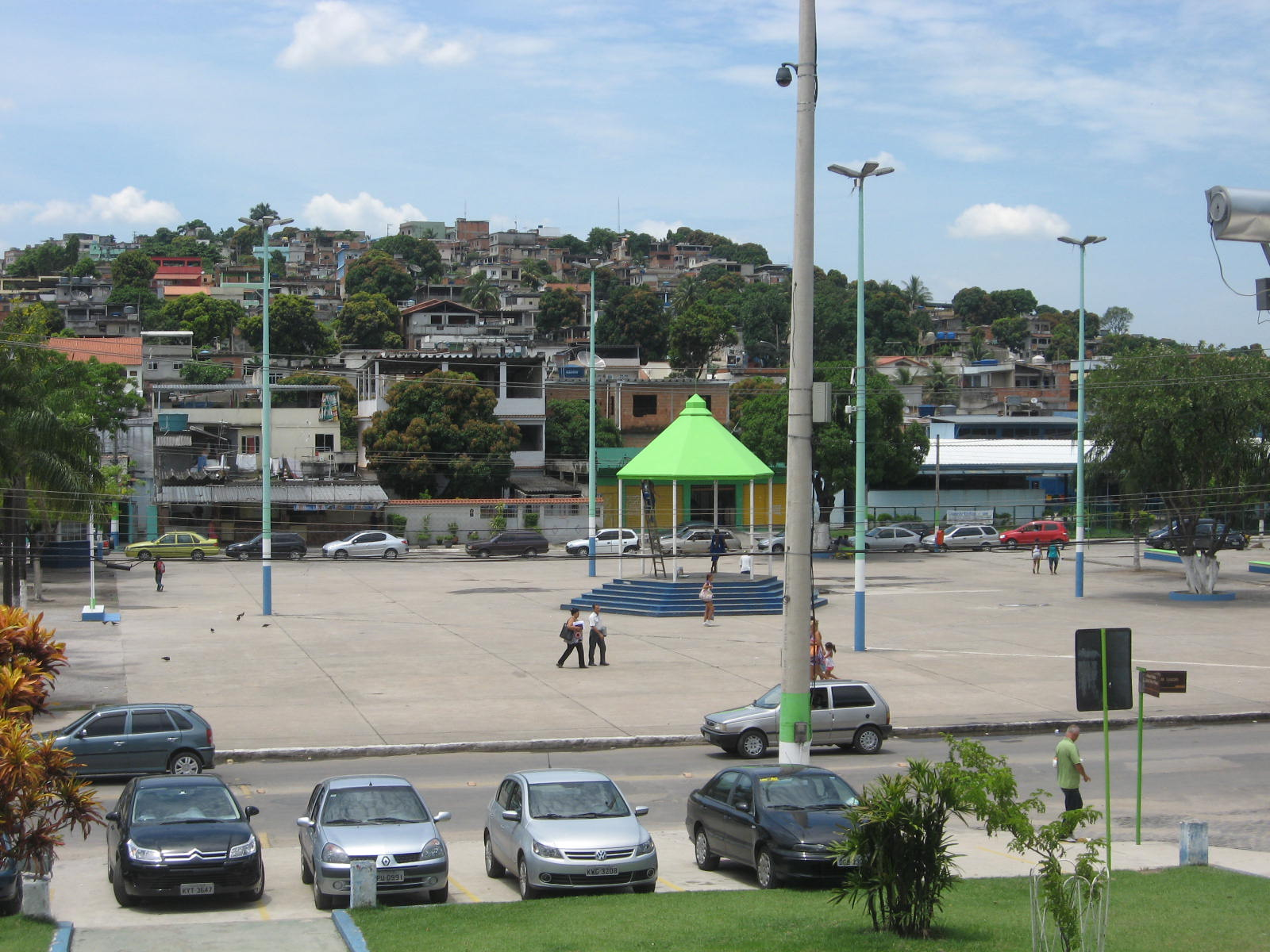
Praça dos Três Poderes, localizada em Vilar dos Teles.

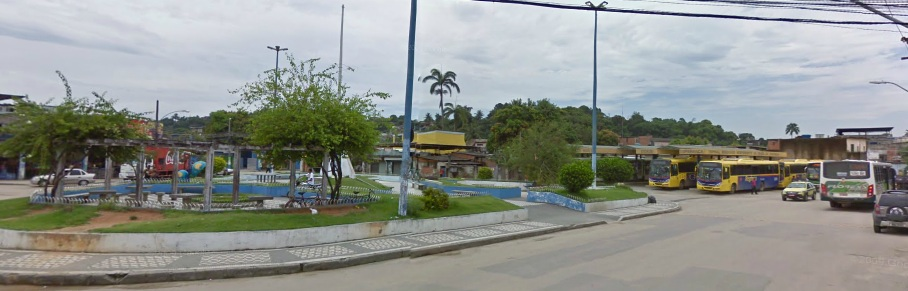
Praça da Bandeira, próxima ao centro de Vilar dos Teles.

Ficou famosa nos anos 80 como a Capital do Jeans por conta de diversas lojas que vendiam esse material a preço de fábrica. o nome deriva do Comendador Pedro Antônio Telles Barreto de Menezes, nascido em 1816 e morto em 1882, que foi dono de diversas terras na região.
Seu principal acesso é feito pela estrada RJ-085, conhecida como Avenida Automóvel Clube. além da Rodovia Presidente Dutra e da futura Transbaixada. Lugar onde imperam as concessionárias de carros, conhecidas por estacionar carros ilegalmente nas calçadas,trazendo transtorno para a população e onde esta localizado, o Hospital da Mulher Heloneida Studart.
Pela sede da Prefeitura e os prédios administrativos e legislativos de São João de Meriti se localizarem no bairro, há pessoas que acham que Vilar dos Teles é cidade, mas não é. Mesmo que Vilar seja diferente e mais organizado do que todos os bairros de São João de Meriti.

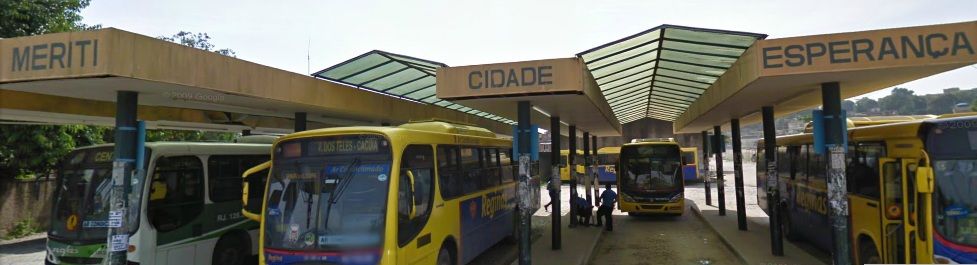
Rodoviária de Vilar dos Teles, na Praça da Bandeira.

E o maior morro da cidade, o Morro do Pau Branco, se localiza em Vilar dos Teles, de onde pode-se avistar o Cristo Redentor, o Dedo de Deus, o Pão de Açúcar, o Aeroporto Internacional e a Igreja da Penha, além da Linha Vermelha-Amarela e Avenida Brasil.
Na cultura, Vilar dos Teles possui a Praça dos Três Poderes, situada em frente a Prefeitura. há inúmeros bares, como: choperias, pizzarias, churrascarias, lanchonetes, entre outros.

## Bairros limitrofes
- Jardim Botânico (Região Leste)[carece de fontes?]
- Jardim Nova Califórnia (Região Leste)[carece de fontes?]
- Jardim Metrópole (Região Leste)[carece de fontes?]
- Praça da Bandeira (Região Norte)[carece de fontes?]
- Parque Alian (Região Norte)[carece de fontes?]
- Parque Barreto (Região Sul)[carece de fontes?]
- Parque Tietê (Região Leste)[carece de fontes?]